# François Poulletier de la Salle
François Paul Lyon Poulletier de La Salle (Lió, 30 de setembre de 1719 - París, 20 de març de 1788), va ser un metge i un químic francès, va ser el descobridor del colesterol.
El seu pare, Pierre Poulletier, l'envià a estudiar dret a París però François s'interessà més per la medicina que no pas pel dret i establí a París tres hospicis per a pobres. Ocupà diversos càrrecs polítics, presidí també el Grand Conseil, sense que hagués acabat els estudis de doctor en dret. Entre els seus amics es trobaven Jussieu, Fourcroy, Astruc, Sue i altres savis eminents. Treballà al Dictionnaire de chimie de Macquer.
Va experimentar sobre la bilis i va ser el primer a detectar la presència d'àcid fosfòric als ossos cosa que va ser demostrada després per Scheele en 1775. Cap a 1758, aïllà per primera vegada els cristalls de colesterol obtinguts de càlculs biliars. Pel fet que aquests treballs mai van ser publicats les dates dels descobriments són aproximades.